# توناو
توناو (به آلمانی: Tunau) یک شهر در آلمان است که در لوراخ واقع شده‌است. توناو ۱۸۹ نفر جمعیت دارد.